# بيريل فوكس
بيريل فوكس هي منتجة أفلام ومخرجة كندية، ولدت في 10 ديسمبر 1931 في وينيبيغ في كندا.

## وصلات خارجية
- بيريل فوكس على موقع IMDb (الإنجليزية)
- بيريل فوكس على موقع أول موفي (الإنجليزية)
- بيريل فوكس على موقع قاعدة بيانات الفيلم (الإنجليزية)
- بيريل فوكس على موقع كينوبويسك (الروسية)